# Aplocheilus blockii
Aplocheilus blockii е вид лъчеперка от семейство Aplocheilidae. Видът не е застрашен от изчезване.

## Разпространение и местообитание
Разпространен е в Индия (Гоа и Тамил Наду), Пакистан и Шри Ланка.
Обитава сладководни и полусолени басейни, крайбрежия и реки.

## Описание
На дължина достигат до 6 cm.